# Cratocentrus ruficornis
Cratocentrus ruficornis är en stekelart som beskrevs av Cameron 1907. Cratocentrus ruficornis ingår i släktet Cratocentrus och familjen bredlårsteklar. Inga underarter finns listade i Catalogue of Life.